# Colubrina yucatanensis
Colubrina yucatanensis är en brakvedsväxtart som först beskrevs av Marshall Conring Johnston, och fick sitt nu gällande namn av Guy L. Nesom. Colubrina yucatanensis ingår i släktet Colubrina och familjen brakvedsväxter. Inga underarter finns listade i Catalogue of Life.